# إيتشيغو كوروساكي

إيتشيغو كوروساكي

إيتشيغو كوروساكي (黒崎一護 Ichigo Kurosaki) هو شخصية خيالية من مانغا وانمي بليتش ل تايت كوبو.وهو الشخصية الأساسية في القصة.ايتشيغو هو مراهق قادر على رؤية الاشباح، تغيرت حياته عندما قابل كوتشيكي روكيا التي ستنقل إليه قدرات الشينيغامي ومعها تأتي مسؤولية محاربة الهولو وإرسال الارواح الطيبة إلى سول سوسايتي أو(مجمع الأرواح)، في الأنمي اليابانية، قام ماساكازو موريتا بأداء صوت ايتشيجو المراهق بينما قامت يوكي ماتسوكا بأداء صوته أثناء الطفولة. وقامت هازل فيرناندز بغناء أول تيمة لايتشيغو (Number One) وكانت أغنية باد روليجن (News From The Front) هي الثانية.
يجدر الذكر بأن بطل القصة لم يكن في بادئ الأمر إيتشيغو بل روكيا كوتشيكي ولكن تايت كوبو لاحظ بأن شخصية روكيا ليست مناسبة لبطولة القصة لذا قام بإنشاء شخصية إيتشيغو.

## الملف الشخصي/لمحة عنه

### المظهر
- المولد: 12 يوليو.
- العمر: 17.
- الجنس: ذكر.
- الطول: 181 سم.
- الوزن: 66 كغ.
- لون الشعر: برتقالي.
- لون العينان: بني.

### الشخصية
ايتشيغو هو طالب في المدرسة الثانوية، يبلغ من العمر 15 سنة في بداية القصة، كان دائما مختلفا عن الآخرين بسببين رئيسيين: لون شعره البرتقالي وقدرته على رؤية الاشباح.يتمتع بشخصية غامضة نوعا ما وحس كبير بالمسؤولية اتجاه كل من اصدقائه وعائلته خاصة اختيه يوزو وكارن بعد وفاة والدته ماساكي كوروساكي بعد أن حاولت انقاده من أحد الهولو.

في المدرسة، اقرب اصدقائه هم كيغو اسانو، ميزوهيرو كوجيما, وخاصة ياستورا سادو أو كما يلقبه ايتشيغو ب«شادو» وترجع هذه الصداقة إلى أحد الأيام حين دافع ايتشيغو عن سادو في أحد الشجارات، وتواعدا ان يدعما ويساعدا بعضهم البعض في المستقبل، كما يمتلك ايتشيغو صديقتين :اريساوا تاتسكي صديقة طفولته واوريهمي انوي التي تحب ايتشيغو لحد كبير رغم أن هذا الأخير لا يعرف شيئا عن مشاعرها اتجاهه. في الفصل، يقوم ايتشيغو بكل جهده من أجل تحصيل نقط جيدة ليتركه أساتذته في سلام.

اما في الشارع، اتشيغو معروف بكثرة شجاراته ضد المتنمرين-خاصة رفقة سادو- بسب لون شعره الغير عادي ما أدى بهما إلى اكتساب سمعة سيئة أحيانا.

### القصة
إيتشيغو كوروساكي هو مراهق يبلغ من العمر 15 سنة يمتلك القدرة على رؤية الاشباح، قابل الشينيغامي كوتشيكي روكيا في أحد هجومات الهولو على عائلته، بعد إصابة روكيا بجروح بليغة اضطرت لنقل قدرات الشينيغامي لديها لإيتشيغو للقضاء على الهولو وإنقادهما وإنقاد عائلته، ولكن هذا الأخير ورغم قضائه على الهولو، امتص كل قدرات روكيا مما أجبرها على البقاء في الأرض حتى تسترجع كامل قوتها مما اضطره للقيام بواجبات الشينيغامي في مكانها.
بعد سماع السول سوسايتي (مجتمع الأرواح) بأمر نقل روكيا لقدراتها لإنسان (والذي يعتبر جريمة) قامت بإرسال كل من بياكويا كوتشيكي قائد الفرقة 6 في غوتي 13 ونائبه أبراي رينجي لإحضارها لتحاكم (سيحكم عليها فيما بعد بالإعدام من طرف غرفة ال46)، ورغم محاولة إيتشيغو إيقافهما فقد تمكن الاثنان من أخد روكيا للسول سوسايتي بعد أن تعرض إيتشيغو لإصابة بليغة من طرف بياكويا حيث استهدف النقطتان المسؤولتان عن الطاقة الروحية أو الرياتسو في جسده لمنعه من استخدامها مجددا، ولكن لحسن حظ إيتشيغو أن كيسكي أوراهارا جاء في الوقت المناسب لعلاجه، بعد اكتمال علاجه قرر إيتشيغو الذهاب للسول سوسايتي لإنقاذ روكيا ولكن قبل ذلك اقترح عليه كيسكي أورهارا التدرب معه، حيث ساعده على إيقاظ قدرات الشينيغامي خاصته (تبين أن القدرات التي فقدها أمام بياكويا كوتشيكي هي في حقيقة الأمر قدرات روكيا)، كما قام بتدريبه على تحرير الزانبكتو خاصته والذي يسمى زانغتس (斬月) وتعني حرفيا قاطع القمر.
رافق إيتشيغو إلى السول سوسايتي كل من ياستورا «شادو» سادو, يورويتشي صديقة كيسكي أوراهارا، أوريهيمي أينوي، والكوينسي إيتشيدا أوريو, وبعد نجاحهم مباشرة في الدخول إلى السيريتي دخل كل واحد منهم في معارك محتدمة مع الغوتي 13 (كانوا يعتبرونهم دخلاء) خاصة إيتشيغو الذي واجه كل من مادارامي إيكاكو وقائد الفرقة 11 زاراكي كنباتشي بالإضافة لأبراي رينجي الذي سيصبح في ما بعد أعز أصدقائه، ليتمكن في آخر لحظة من إنقاذ روكيا بمساعدة رينجي وبعض قادة الفرق الآخرين، ليدخل فيما بعض أقوى معركة له في السول سوسايتي ضد بياكويا كوتشيكي، التي سيستعمل فيها إيتشيغو ولأول مرة البنكاي خاصته والمسمى تينسا زانغتس Tensa Zangetsu, كما سنعرف أن لإيتشيغو قوى أخرى قوية جدا لدرجة أنه لايستطيع السيطرة عليها وهي قوى الهولو الموجودة بداخله Inner Hollow, متمكنا بفضلها وبفضل البانكاي من هزم بياكويا، مباشرة بعد نهاية المعركة ستأتي المفاجأة من قائدة الفرقة الرابعة أونوهانا أن السول سوسايتي تعرضت للخيانة من طرف كل من سوسكي آيزن، إيتشيمارو غين، كانامي توسن وأن أيزن سوسكي نوم كل السول سوسايتي مغناطيسيا وادعى الموت بفضل قوة الزانباكتو خاصته كما قتل كل أعضاء غرفة 46 وهو صاحب قرار إعدام روكيا.

### القدرات والمهارات
- شيكاي.
- بانكاي.
- شينبو.
- هولو.
- كوينشي.
- فولبرينغ.

## روابط خارجية
- إيتشيغو كوروساكي على موقع ميوزك برينز (الإنجليزية)